# Namibische verkiezingen 2014
In november 2014 zullen er in Namibië landelijke verkiezingen georganiseerd worden voor een nieuwe Nationale Vergadering en nieuwe President van Namibië. Huidig President Hifikepunye Pohamba moet aftreden omdat hij volgens de Grondwet van Namibië niet meer dan twee ambtstermijnen lang de presidentsfunctie mag bekleden. Bij deze verkiezingen zal men voor de eerste keer in Namibië via een stemcomputer kunnen stemmen.

## Presidentskandidaten
Swapo organiseerde in december 2012 een partijcongres om de bestuursposities in de partij te bepalen. Hage Geingob werd herkozen als vicevoorzitter van Swapo. Hij versloeg in deze verkiezingen de andere twee kandidaten Jerry Ekandjo en Pendukeni Iivula-Ithana. Geingob kreeg 312 stemmen en de andere kandidaten respectievelijk 220 en 64. Door zijn positie als vicevoorzitter wordt hij normaal de presidentskandidaat van zijn partij voor de verkiezingen van 2014. De voorzitter van Swapo, Hifikepunye Pohamba, is namelijk bezig aan zijn tweede en grondwettelijk gezien laatste termijn als president van het land. De statuten van Swapo schrijven sinds enkele jaren voor dat de Swapo-kandidaat voor de presidentsverkiezingen de voorzitter van de partij moet zijn. Indien deze niet kan, moet dit de vicevoorzitter worden. Indien ook deze niet kan, de Secretaris-generaal van de partij en in het uiterste geval de vicesecretaris-generaal.
Indien Geingob president van Namibië wordt, zal hij de eerste niet-Owambo president van het land worden. Geingob zelf is van Damara-afkomst en zijn mogelijke presidentschap wordt gezien als een teken dat Swapo en Namibië niet alleen door Owambo's geregeerd worden.
Geingob wordt vooral gesteund door intellectuelen en zakenlui. Hij wordt gezien als een gematigd figuur die beleidvoeren centraal stelt. De keuze voor hem op het partijcongres van 2012 wordt ook beschouwd als een vermindering van de macht in Swapo van nostalgische hardliners zoals Ekandjo en Iivula-Ithana. Politieke waarnemers verwachten dat Geingob de fouten van Swapo tijdens de onafhankelijkheidsstrijd zal openbaar maken. Indien Iiuvula-Ithana presidentskandidate was geworden, zou zij de eerste vrouwelijke president van het land geworden kunnen zijn.
United Democratic Front heeft besloten om geen presidentskandidaat aan te stellen en zich volledig te focussen op de parlementsverkiezingen. Ze roept haar aanhang op om bij de presidentsverkiezingen voor Hage Geingob te stemmen, omwille van diens afkomst en om zo voor het eerst een niet-Owambo president te krijgen.
Ook RP steunt Swapo's kandidaat Hage Geingob en neemt niet deel aan de presidentsverkiezingen. Desondanks geeft RP heel wat kritiek op het geleverde beleid van Swapo. Samen met deze beslissing, heeft RP besloten om niet meer verder te werken met Rally for Democracy and Progress omwille van personen in RDP die een eigen agenda en verschillende belangen hebben. RP blijft openstaan voor samenwerking met andere partijen.
Democratic Turnhalle Alliance had nog niet besloten of het zou deelnemen aan de presidentsverkiezingen. De partij focust op de parlementsverkiezingen en wil weer de grootste oppositiepartij worden. Ze zegt dat ze voor haar campagne 10 miljoen Namibische dollar nodig heeft.
All people's party ziet het mogelijke ontbreken van UDF, RP en DTA als een opportuniteit en zal zeker aan beide verkiezingen deelnemen. Ignatius Shixwameni werd op het partijcongres van 2-5 mei 2013 herverkozen als partijvoorzitter en zal de presidentskandidaat voor de partij worden. Voor haar campagne te financieren wensen ze drie miljoen Namibische dollar bij burgers en bedrijven op te halen.
Bij Rally for Democracy and Progress zal Hidipo Hamutenya de presidentsstrijd aangaan. In november 2013 werd hij herverkozen als partijvoorzitter met 240 stemmen, tegenover 148 voor Kandy Nehova en 58 voor Jeremiah Nambinga. Ze schat vijf miljoen Namibische dollar nodig te hebben voor haar campagne.